# Antes de morirme
«Antes de morirme» es una canción del rapero español C. Tangana con la colaboración de la cantante española Rosalía.  Fue escrito por los intérpretes y producido por Cristian Quirante, más conocido como Alizzz. La canción fue lanzada el 30 de junio de 2016 a través de la discográfica Sony Music. Es un éxito durmiente ya que se hizo popular en el verano de 2018 después de que Rosalía comenzara a recibir atención internacional y luego de que fuera incluida en la banda sonora de la primera temporada del programa español de Netflix Élite (2018). La canción alcanzó el puesto 26 en las listas de música española (PROMUSICAE).

## Listas
| Lista (2018)        | Posición más alta | Semanas en la lista |
| ------------------- | ----------------- | ------------------- |
| España (PROMUSICAE) | 26                | 40                  |

## Historial de versiones
| País   | Fecha               | Formato                    | Discográfica |
| ------ | ------------------- | -------------------------- | ------------ |
| Varios | 30 de junio de 2016 | Descarga digital Streaming | Sony         |